# Endlicheria chrysovelutina
Endlicheria chrysovelutina är en lagerväxtart som beskrevs av Chanderb.. Endlicheria chrysovelutina ingår i släktet Endlicheria och familjen lagerväxter. Inga underarter finns listade i Catalogue of Life.